# 岩絵具

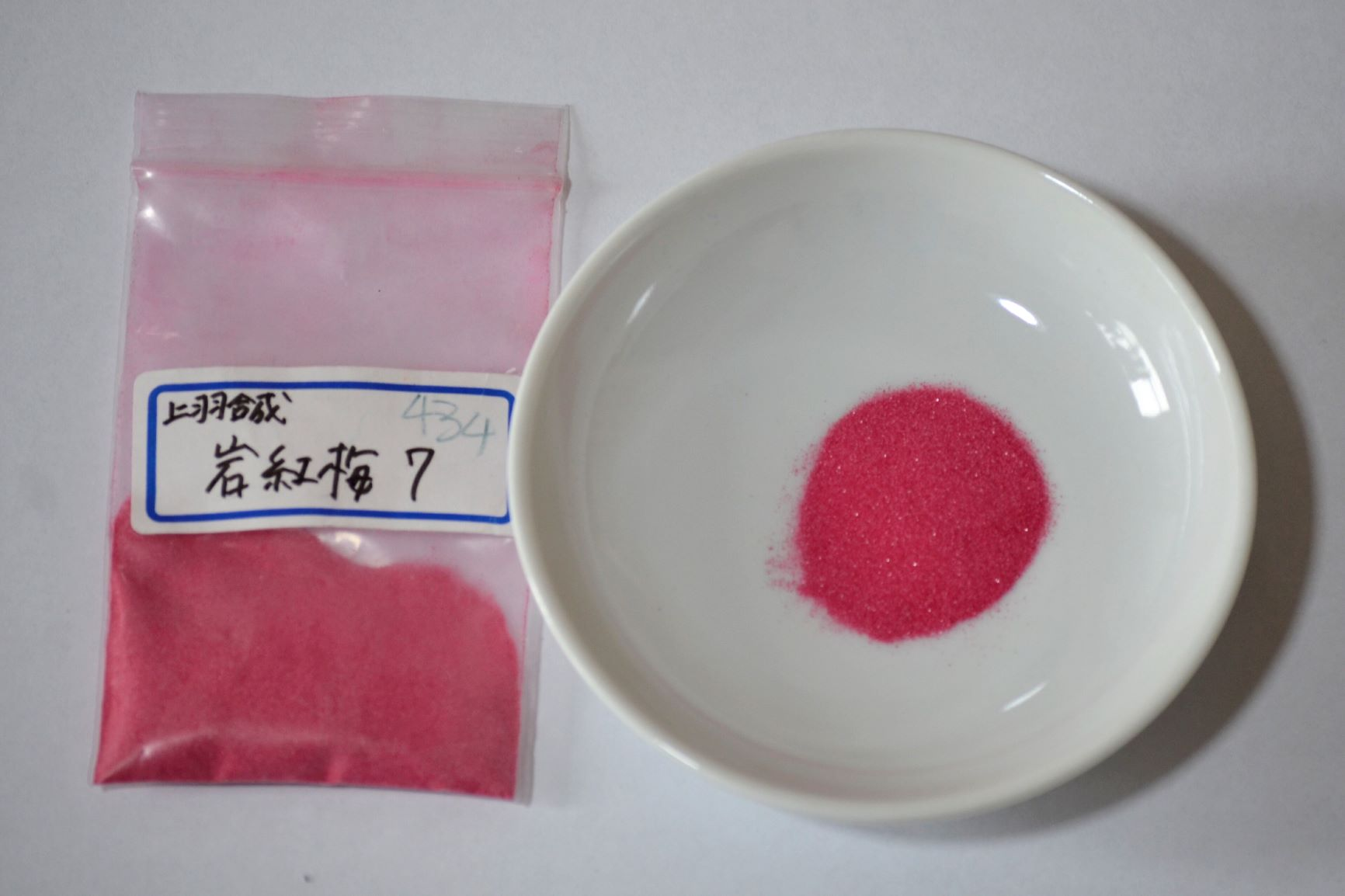
岩絵具の一種、合成岩絵具。

岩絵具（いわえのぐ）とは、主に鉱石を砕いてつくられた粒子状の絵具で、絵画、彫刻、工芸、建築に用いられる伝統的な顔料である。本稿では主に日本画の材料としての岩絵具について説明する。また、泥絵具についても補足的に述べる。

## 概要
粒子状の顔料であり固着力がなく、単独では画面に定着しない。伝統的には、固着材として膠（ニカワ）を併用し、指で混ぜて練成する。粒子の目の細かさは番数で分別されており（分級）、一般的には、5番～13番、白（びゃく）とあり、数字が大きくなるほど粒子が細かくなる。同じ組成を有する岩絵具でも、粒子の粗いものほど暗色で鮮やかに、逆に細かいものほど表面の乱反射が多く、白っぽく明るい色になる。

## 天然岩絵具
地球上には多彩な鉱物が存在し、これを粉砕・精製したものが古くから天然の顔料として用いられてきた。日本では古墳壁画や絵巻物などから、色数が少なく原色が多い古代の色遣いをみることができる。材料を天然のものに依存し（なかには希少価値の高いものもある）、精製前の選別を機械や化学的処理によらず行うため、その多くは高価である。
自然の鉱物であるため、不純物が混入したり、色調が若干異なったりするが、それがかえって天然岩絵具特有の深い色合いを作り出している。原料とする鉱石などの違いだけでなく、水に入れて上澄みをすくって沈殿の時間差で粒子の大きさをより分ける、焼いて酸化させることにより黒っぽい色を出す、水晶を混ぜることで発色を鮮やかにするといった工夫で、様々な色合いを生み出す。

## 人工的な岩絵具
天然岩絵具の原石の希少価値、高価格、有毒性、扱いのむずかしさ、そして色調の少なさといった天然鉱物の欠点を克服するべく、近代に入ってから新しい岩絵具が開発されるようになった。それまで新しく中間色をつくる際は、胡粉に染料を染めつけて中間色をつくっていた。

### 新岩絵具
人工的に作られた色の塊である新岩を、天然岩絵具と同じように粉砕・精製してつくられた岩絵具。ひとことでいえば着色ガラスの粉末。確かな品質と種類の豊富さは日本画の歴史を変えたとも言われている。
新岩は、フリットと呼ばれるガラス体質に金属酸化物を混合し、700度から1000度の高温で焼成しつくられる。耐久性にすぐれ安定しているが、不純物が少ないため、天然岩絵具と比べて色合いの深さで一歩譲る。また天然岩絵具のように、焼いても色の変化は起こらない。
岩群青、岩緑青の人工代替を主目的として、第二次世界大戦以後（1945年以後）研究が進められた顔料で、1952年には市販されていた。現在では、日本が材料市場において、確固たる地位を構築している。

### 合成岩絵具
粒のもととなる水晶末や方解末に、色のもととなる顔料や染料を付着させた岩絵具。従来の岩絵具になかった蛍光色やパステルカラー、洋画顔料を備えるが、耐光性に劣る傾向がある。同種の合成岩絵具どうしでは比重が同じなため、直感的に混色ができる。

## 泥絵具・水干絵具
水干（すいひ）絵具とも呼ばれるが、中でも精度の低いものを指す傾向があり、現代の技術では泥絵具と呼称しないのが一般的。日本画の顔料のうち、粒子の細かいもの。粒子の粗い岩絵具とは違い、厚塗りができて被覆力があり、マットな塗面をつくる。一般的には、胡粉若しくは白土を染料で染着したものである。